# Albert Südekum

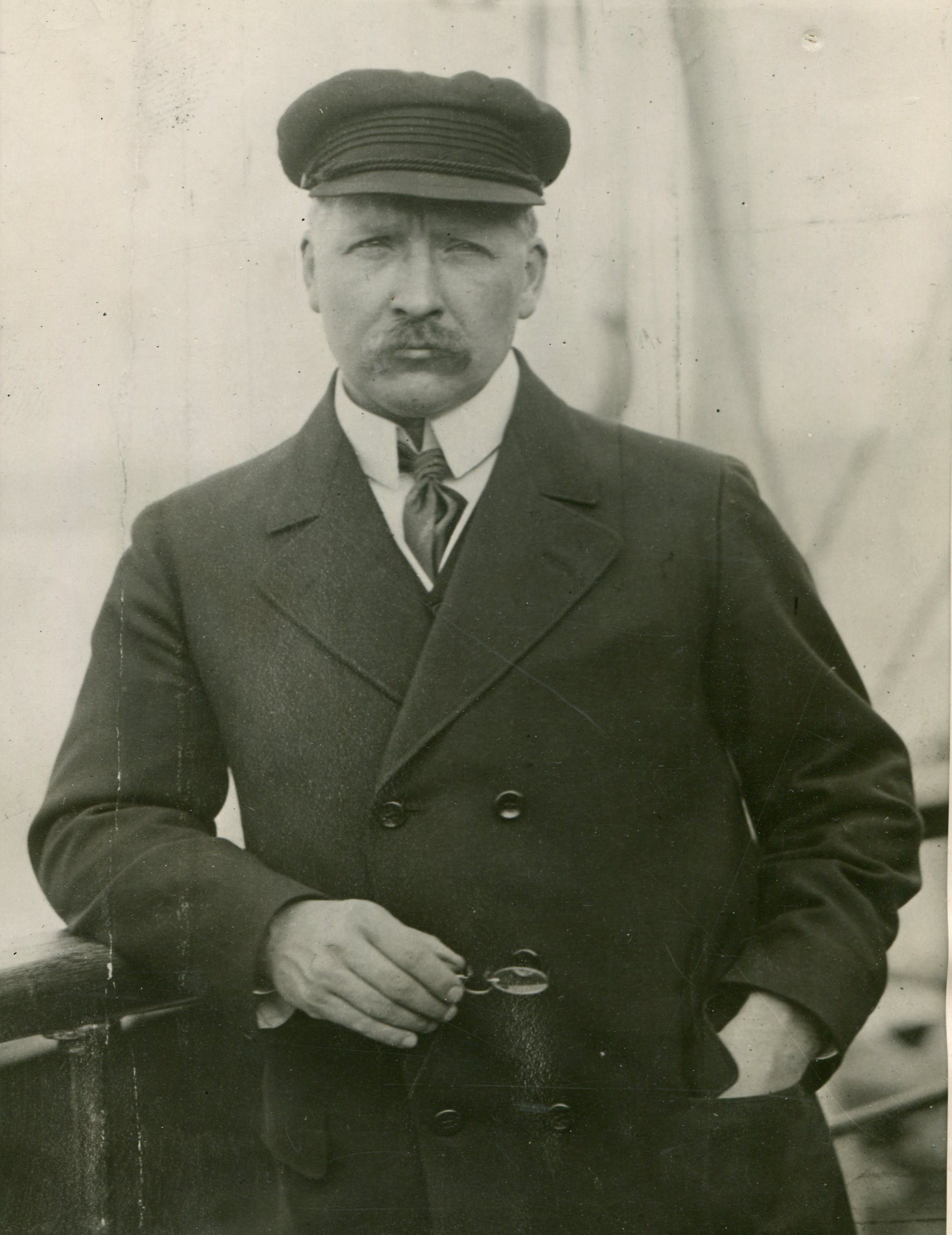
Albert Südekum som preussisk finansminister i Sakrow, Berlin 1919

Albert Oskar Wilhelm Südekum, född 25 januari 1871 i Wolfenbüttel, död 18 februari 1944 i Berlin, var en tysk journalist och socialdemokratisk politiker och reformist. Südekum ansågs som en av SPD:s främsta experter inom kommunalrätt, och var ledamot av tyska Reichstag och Preussens finansminister.

## Biografi
Südekum blev efter statsvetenskapliga studier 1893 filosofie doktor och kom snart att inta en bemärkt plats inom den socialdemokratiska pressen, bland annat som medarbetare i "Vorwärts" i Berlin och "Fränkische Tagespost" i Nürnberg samt (från 1903) som huvudredaktör för "Sächsische Arbeiterzeitung" i Dresden. Han tillhörde sedan 1900 tyska riksdagen som representant för Nürnberg och var inom det socialdemokratiska partiet en av den revisionistiska riktningens ledande män. Han nedlade ett outtröttligt och framgångsrikt arbete på de tyska kommunala organisationernas utveckling, bland annat som utgivare, från 1901, av tidskriften "Kommunale Praxis" och som en av utgivarna av "Handwörterbuch der Kommunalwissenschaften" och (från 1908) av "Kommunales Jahrbuch".
Under första världskriget var Südekum i nära samförstånd med tyska regeringen mycket verksam för tysk propaganda bland socialdemokrater i det neutrala utlandet och företog resor till Italien, Rumänien och de nordiska länderna. Han var under krigsåren ställföreträdande ordförande i tyska riksdagens huvudutskott och blev efter novemberrevolutionen preussisk finansminister 1919. I sina socialistiska ministerkollegers tycke var han emellertid ej nog radikal och drog sig därför tillbaka till privatlivet i början av 1920.

## Inflytande i Sverige
Südekum spelade under första världskriget en viktig roll för författarna av Aktivistboken, Gustaf Steffen, Otto Järte och Yngve Larsson, vilka pläderade för ett svenskt ingripande på tysk sida. Südekum besökte även Sverige två gånger under kriget och publicerade en uppsats i tidskriften Det Nya Sverige.